# Unreal Tournament 2004
Unreal Tournament 2004 (UT 2004) är ett datorspel i first person shooter-genren utvecklat av Epic Games och Digital Extremes. Unreal Tournament 2004 släpptes av Atari 16 mars 2004.
Spelet är till största del ämnat för flerspelarspel men spelet har även en enkelspelarfunktion där spelaren spelar mot botar. Unreal Tournament 2004 är det tredje spelet i spelserien och uppföljare till "Unreal Tournament 2003". Det finns fyra flerspelarspel i Unreal-serien. Största skillnaden mellan Unreal Tournament 2003 och UT 2004 var att ett par nya spelformat introducerades, samt att spelet innehåller fordon som spelaren kan kontrollera.